# Constitució d'Egipte del 1971
La constitució de la República aràbica d'Egipte va ser la constitució d'Egipte entre els anys 1971 i 2011. Va ser aprovada l'11 de setembre del 1971 per votació popular, en un referèndum. Està vigent actualment a Egipte però ha estat modificada en diversos anys, al 1980, 2005 i al 2007. Va ser proclamada per actualitzar el sistema representatiu democràtic de l'estat de dret, la indepèndencia del poder judicial respecte els altres poders, i la pluralitat del partit. El 13 de febrer de 2011 va ser suspesa a causa de la renúncia del president Hosni Mubarak, finalment el 30 de març de 2011 es va anul·lar oficialment després de ser aprovada una Constitució provisional aprovada pel Consell Suprem de les Forces Armades del país.

## Història
Principals articles: Història d'Egipte

### Egipte post- Nasser

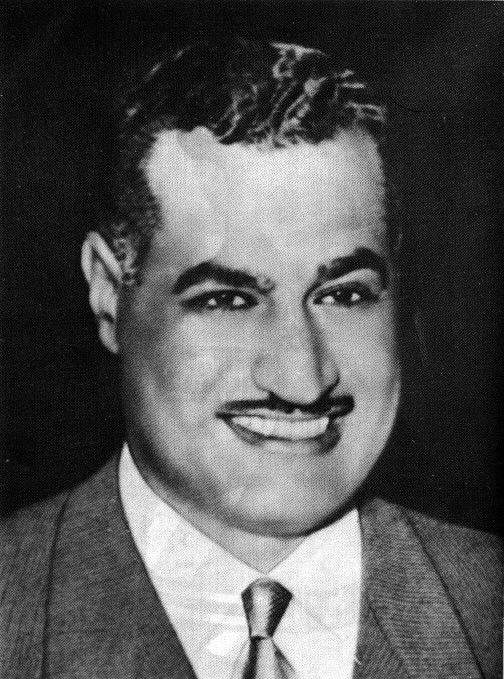
El president Nasser, governador d'Egipte entre els anys 1970-1982

Al 1970, el president Nasser va morir de manera inesperada, víctima d'un atac de cor. Al 1971 es va aprovar una Constitució i es va canviar el nom del país a la seva actual denominació com República Àrab d'Egipte. Es van iniciar reformes econòmiques que van liberalitzar una part important de les indústries. La situació va ser estable fins que la guerra del Yom Kippur. Després d'anys de negociacions, al 1976 Menahem Begin van signar els Acords de Pau de Camp David que van obrir l'esperança d'una pau duradora a Orient Mitjà, no obstant el poble d'Egipte i altres nacions àrabs es van sentir traïts amb aquest acord.
Egipte va passar a mans de Hosni Mubarak com a President, i la primera decisió que va prendre va ser d'aprovar la llei d'Emergència el 1981. Amb la llei electoral de 1983 hi ha partits legals i d'altres il·legals, entre els il·legals hi havia diversos partits integristes islàmics de caràcter minoritari, en qualsevol cas el frau electoral és massiu i generalitzat.
Egipte vivia a principis de la dècada dels 1980 dels ingressos del petroli, de l'incipient turisme i del peatge del Canal de Suez. El 1985 i 1986 el preu del petroli es va enfonsar i els ingressos s'estanquen. Augmenta el deute exterior i Egipte es col·loca al caient de la suspensió de pagaments, però gràcies a l'ajuda dels Estats Units, no es produí. A finals de 1986 es va reformar la llei electoral a causa de les denúncies d'inconstitucionalitat d'aquesta.
En el 1990 el FMI decideix aplicar les seves polítiques d'ajustament estructural sobre Egipte com condició per a prestar més diners. Aquestes polítiques van reduir el dèficit pressupostari i la inflació i la producció agrícola va pujar però el creixement del PIB entre el 1991 i 1994 va ser raquític.
Des de 1991 succeeixen atemptats que realitzen contra dirigents polítics (atemptat frustrat contra Murabak en el 1995), “inversors” estrangers, policies i, més tard, turistes. El govern reacciona en el 1992 declarant la guerra contra el terrorisme islamista.
En aquest context intern i extern en el 1993 Mubarak és reelegit per l'Assemblea del Poble amb 441 vots d'un total de 454. poc després guanya un referèndum presidencial amb el 96,28% dels vots.
Al juny de 1996 s'aprova una llei que autoritza als inversors estrangers a convertir-se en majoritaris en les joint ventures bàncaries.

### Revolta popular del 2011

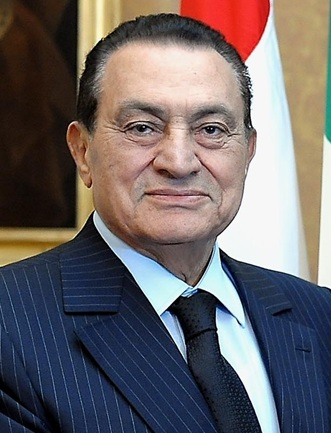
Hosni Mubàrak

Article principal: Protestes d'Egipte de 2011
La Revolta popular del 2011 va ser un seguit de manifestacions al carrer, protestes i actes de desobediència civil que van començar el 25 de gener del 2011 i que es van difondre per tot el país. L'objectiu dels protestants era la dimissió del president Hosni Mubarak, el qual portava en el poder més de 30 anys. Les manifestacions van conduir finalment a la dimissió innegociable de Murabak que fou detingut i condemnat a cadena perpètua.

### Egipte post-Mubàrak (2011-)
Després de la caiguda de Muràbak se celebraren eleccions i Mohamed Mursi, líder dels Germans Musulmans va resultar elegit president d'Egipte, el primer elegit democràticament de la història del país. Després de fortes protestes i la condemna d'alguns Germans Musulmans a causa de la repressió de les protestes El-Sisi esdevé president després d'unes eleccions molt discutides el juny de 2014.

## Visió de conjunt
La proclamació Constucional de la Constitució declara que els principis fonamentals del sistema polític egipci, que són:
- Pau a través de la Llibertat
- La unitat Àrab
- Desenvolupament nacional
- Llibertat

Estableix el concepte de separació de poders; per tant, equilibra els poders de les tres principals autoritats (Executiu, Parlament i el poder judicial). Dins d'aquest esquema, el Parlament controla les accions del poder executiu a través de diversos mecanismes i instruments, i per tal de complir amb aquesta funció de vigilància, els membres de l'Assemblea Popular gaudeixen d'immunitat parlamentària.
La constitució estableix Egipte com un ”Estat democràtic", que deriva la seva sobirania del poble, i com a part d'aquest, el món Àrab. Es proclama el sistema de govern com un sistema semi-presidencial multipartidista en el marc dels principis i components de la societat egípcia bàsics.

## Estructura de Govern sota la nova Constitució

### Poder executiu
El president és el cap d'Estat, el cap el poder executiu i el Comandant Suprem de les forces armades. Es escollit pel poble en un sufragi universal, en ser escollit el seu mandat tindrà una vigència de quatre anys i es pot presentar un altre cop com a màxim. El President te alguns deures relacionats amb la funció legislativa de govern com per exemple:
- Promulgació dels estatuts
- L'estat de comptes de l'estat i gestió de pressupostos.
- Ratificació dels tractats.

Qualsevol candidat a la presidència ha de ser egipci, nascut de pares egipcis, casat amb un egipci o que mantingui la ciutadania egípcia. El candidat ha de rebre la recomanació de almenys vint membres electes de la Cambra de Representants, o el vot de 25.000 ciutadans capaços de votar en almenys 15 províncies.

### Poder legislatiu
La Constitució dona el poder legislatiu a una sola cambra de Representants. Aquesta cambra és composta per 450 membres escollits per votació del públic, discret i secret, per un període de 5 anys. El President de la República podrà nombrar a un nombre de membres menor al 5%.
La Cambra de Representants té el dret de destituir al president si viola les disposicions o normes de la Constitució. També aproven el pressupost nacional, que es sotmetrà a votació capítol per capítol.

### Poder judicial
La Constitució estableix un poder judicial independent que administra els seus propis assumptes  i els dels seus membres. És composta per:
- Cort Suprema
- Fiscalia administrativa
- Consell d'Estat.

El president de la República o el Parlament presenta projectes de llei que regeixen les lleis presidencials, legislatives i locals a la Cort Constitucional Suprema per determinar la seva conformitat amb la Constitució abans de la seva difusió. El Tribunal Constitucional Suprem està format per un president i un nombre de diputats suficients pel president. Tanmateix, la Constitució estableix un Tribunal de Cassació, amb jurisdicció sobre la validesa de la membresia en la Cambra de Representants.

## Continguts de la Constitució actual
Article principal: Constitution of Egypt (en anglès)

El procés Constitucional mitjançant un referèndum al 2011

La Constitució actual, aprovada al 2014, s'ha basat en l'antiga Constitució redactada al 1971 sota el mandat de Mursi.
La constitució 2014 estableix un president i el parlament. El president és escollit  per un mandat de quatre anys i pot servir 2 termes. Segons la constitució, no és una garantia de la igualtat entre els sexes i una absoluta llibertat de creença, però l'Islam és la religió de l'estat. L'exèrcit manté la capacitat de nomenar al ministre de la Defensa Nacional per als propers 8 anys. Segons la Constitució, els partits polítics no poden basar-se en "la religió, la raça, el gènere o la geografia";  de la llei pel que fa als partits polítics egipcis que regula les eleccions parlamentàries 2011-2012 incloïa una clàusula similar que prohibeix els partits religiosos, encara que no era forçada. El document permet l'absoluta llibertat d'expressió que està subjecta a àmplies excepcions. 

## Llibertats
Un capítol de la Constitució de 1971 ha estat dedicat a la llibertat i drets als ciutadans, i actualment continua vigent en la Constitució. Aquesta part defensa i reivindica els drets bàsics i llibertats dels ciutadans que han de ser proveïts i permesos per l'Estat.

Països que tenen la religió musulmana com la Oficial, incloent-hi Egipte.

Un d'aquests es el dret de la Llibertat individual i afecta a tots els ciutadans per igual. Garanteix una sèrie de llibertats incloent-hi:
- Dret a la protecció de la vida privada dels ciutadans  (article 45)
- La llibertat de creences i la llibertat de la pràctica dels drets religiosos (article 46)
- Llibertat d'expressió (Article 47)
- Llibertat de premsa i altres publicacions (article 48)
- La llibertat de les creacions artístiques i literàries i la investigació científica (article 49)
- La llibertat de reunió privada pacífica i sense armes, sense necessitat d'avís previ (article 54)
- El sufragi universal, així com el dret a formar societats civils (article 55).

### Llibertats de les dones
La Constitució de manera ambivalent proporciona i assegura els mateixos drets per als ciutadans, però en canvi l'article de “Defensa la religió” limita les llibertats fonamentals de les dones.
Amnistia internacional ha expressat la seva preocupació pel fet que l'Assemblea Constituent, que ha patit un boicoteig generalitzat per part de partits polítics de l'oposició i esglésies cristianes, no representa a tot la societat egípcia. Quan es va constituir l'Assemblea, dominada pel Partit de la Llibertat i la Justícia i el partit Nour, la xifra de dones era menor a 10, i actualment el nombre d'aquest ha disminuït.

## Crítiques
Article principal: Sistema político de Egipto (en castellà)
Crítics occidentals observen que Mubarak porta dècades governant per mitjà de decrets d'excepció, sent Egipte un sistema pseudodemocràtic. Afirmen que les eleccions en part han estat fraudulentes i que alguns opositors han estat empresonats com a resultat de processos polítics. Sostenen que el sistema és en part corrupte. Que l'única oposició significativa és la Germandat Musulmana, de manera discutible per a una concepció occidental de democràcia. Els partits tradicionals d'oposició serien, en canvi, part del sistema: s'oposen en coordinació amb el govern. En canvi, els grups d'orientació democràtica tenen una organització insuficient.
Per a possibles reformes democràtiques, que alhora atorguessin protecció contra ulteriors actes de terror, es requeririen: la construcció pacient a llarg termini d'un sistema de partits i una societat civil al costat d'un progrés econòmic, l'aixecament controlat de l'estat d'excepció i la inclusió a nivells justos de l'oposició, especialment de la germanor Musulmana.